# Komisja Ochrony Konkurencji i Konsumentów
Komisja Ochrony Konkurencji i Konsumentów (OKK) – Stała komisja Sejmu III kadencji. Do zakresu działania Komisji należą sprawy ochrony przed działaniem monopoli, w szczególności monopoli naturalnych, zapewniania wolności konkurencji na rynku, zasadności koncesjonowania zawodów i działalności gospodarczej, przeciwdziałania monopolizacji oraz ochrony praw konsumenta.

## Prezydium Komisji
- Marek Sawicki (PSL) – przewodniczący
- Waldemar Bartosz (AWS) – zastępca przewodniczącego
- Jerzy Koralewski (UW) – zastępca przewodniczącego
- Katarzyna Piekarska (SLD) – zastępca przewodniczącego[2]